# Gaddafipriset för mänskliga rättigheter
Internationella al-Gaddafi-priset för mänskliga rättigheter var ett pris instiftat av Libyens ledare Muammar al-Gaddafi.
Priset instiftades 1988 av Muammar al-Gaddafi. Inledningsvis donerade Gaddafi 10 miljoner USD till den Schweiz-baserade stiftelsen North-South, som delade ut priset. Enligt den officiella webbsidan utdelades priset till en av de "internationella personligheter, organ eller organisationer som utmärkt sig genom en enastående livsgärning och åstadkommit storartade insatser i försvaret av mänskliga rättigheter, skyddandet av frihetens ideal och stöd till fred i hela världen".
Prissumman var 250 000 USD (vid flera mottagare samma år delades prissumman mellan dessa).
Efter att Gaddafi störtades 2011 utdelas priset inte längre. 

## Pristagare
- 1989: Nelson Mandela
- 1990: "Barnen i Palestina"
- 1991: "Amerikas ursprungsbefolkningar"
- 1992: African Centre for Combating Aids
- 1993: "Barnen i Bosnien och Hercegovina"
- 1994: Union of Human Rights Societies and Peoples in Africa
- 1995: Ahmed Ben Bella, Francisco da Costa Gomes
- 1996: Louis Farrakhan
- 1997: Gracelyn Smallwood, Melchior Ndadaye (postumt), Melba Hernández, Manal Younes Abdul-Razzak, Doreen McNally
- 1998: Fidel Castro
- 1999: "Barnen i Irak"
- 2000: Souha Bechara, Joseph Ki-Zerbo, Evo Morales, Movement of September, Third World Center
- 2002: Mamado Diaye, Roger Garaudy, Ibrahim Alkonie, Jean Ziegler, Nadeem Albetar, Ali M. Almosrati, Khaifa M. Attelisie,                    Mohamed A. Alsherif, Ali Fahmi Khshiem, Rajab Muftah Abodabos, Mohamed Moftah Elfitori, Ali Sodgy Abdulgader, Ahmed Ibrahim Elfagieh
- 2003: Påve Shenouda III
- 2004: Hugo Chávez
- 2005: Mahathir bin Mohamad
- 2006: ?
- 2007: "Timbuktus bibliotek"
- 2008: Dom Mintoff
- 2009: Daniel Ortega
- 2010: Recep Tayyip Erdoğan